# Иван Камбуров (офицер)
Вижте пояснителната страница за други личности с името Иван Камбуров.
Иван Йорданов Камбуров, известен още като Йоцов, е български офицер, подполковник, член на ВМОК.

## Биография
Камбуров е роден на 25 ноември 1875 г. в Еленската махала Йовковци, разположена днес на дъното на едноименния язовир. Завършва Военното училище в София. По-късно служи в Свищов, където е деец на офицерските братства, а сетне е офицер в Русенския гарнизон, където се включва в редовете на ВМОК. Впоследствие е разпределен в Добрич заедно с колегите си Дървингов и Венедиков, а по-късно служи в Шумен под командването на Иван Цончев.
Като пълномощник на председетеля на ВМОК – Борис Сарафов, поручик Камбуров участва в преговорите за помирение между Революционното братство и ВМОРО в Солун през септември 1899 г. След трудни преговори, се постига споразумение между двете организации, в резултат на което Братството се влива във ВМОРО.
Камбуров е женен за сестрата на академик Михаил Арнаудов – Мария. През 1910 – 1912 г. e капитан и служи като взводен командир във Военното училище в София, където е под командването на майор Борис Дрангов. Участва в Балканските войни. По време на Първата световна война е командир на дружина в 6-и пехотен полк. Убит е на 22 април 1918 година на кота 1248 в планината Баба, край Битоля.